# Parque nacional natural Chingaza
El Parque Nacional Natural Chingaza se encuentra ubicado en la cordillera Oriental en la región andina en Colombia. Su superficie hace parte de los departamentos de Cundinamarca y Meta. Fue creado en mayo de 1977 y aprobado por la resolución n.º 154 del 6 de junio del mismo año. Se extiende en las jurisdicciones de los municipios de La Calera, Fómeque, Guasca, San Juanito,  y Gachalá.

## Características
El parque tiene una extensión de 76.600 hectáreas y alturas entre 800 y 4.050 m s. n. m. Su máxima altura se encuentra en la Serranía de Los Órganos, en el cerro San Luis, frontera entre los municipios de Fómeque, San Juanito y El Calvario y entre los departamentos de Cundinamarca y el Meta.

## Hidrografía
Este parque es de importancia crucial para Bogotá, ya que en él se construyó el embalse de Chuza, núcleo del sistema Chingaza. Este embalce abastece el 80% del agua de Bogotá. El embalse captura las aguas del alto río Guatiquía, que pertenece a la cuenca del Orinoco, y las envía al río Magdalena. El agua fluye hacia Bogotá a través enormes túneles y embalses intermedios como el de San Rafael en el municipio de La Calera.  
Chingaza también tiene cerca de 40 lagos naturales. El mayor es el Lago Chingaza, ubicado en el suroeste del parque a una altitud de 3,250 metros. Los lagos de Siecha son otros tres cuerpos de agua representativos natural y culturalmente. 

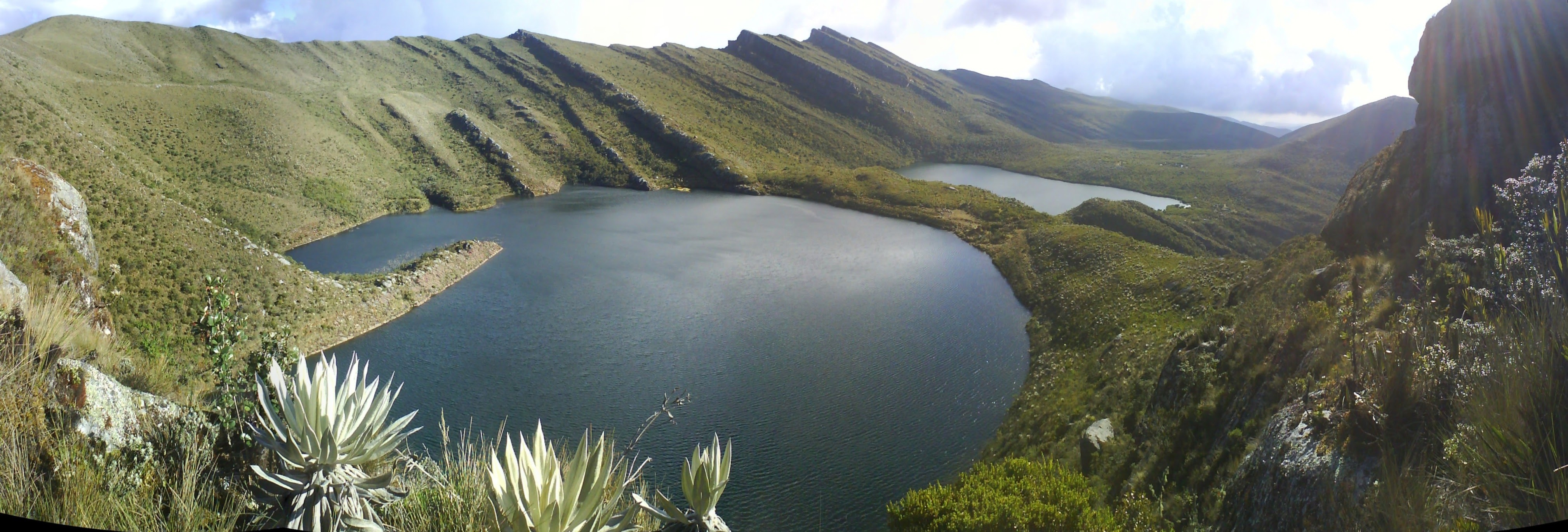
Lagunas de Siecha, en el Parque nacional natural Chingaza

## Flora y fauna

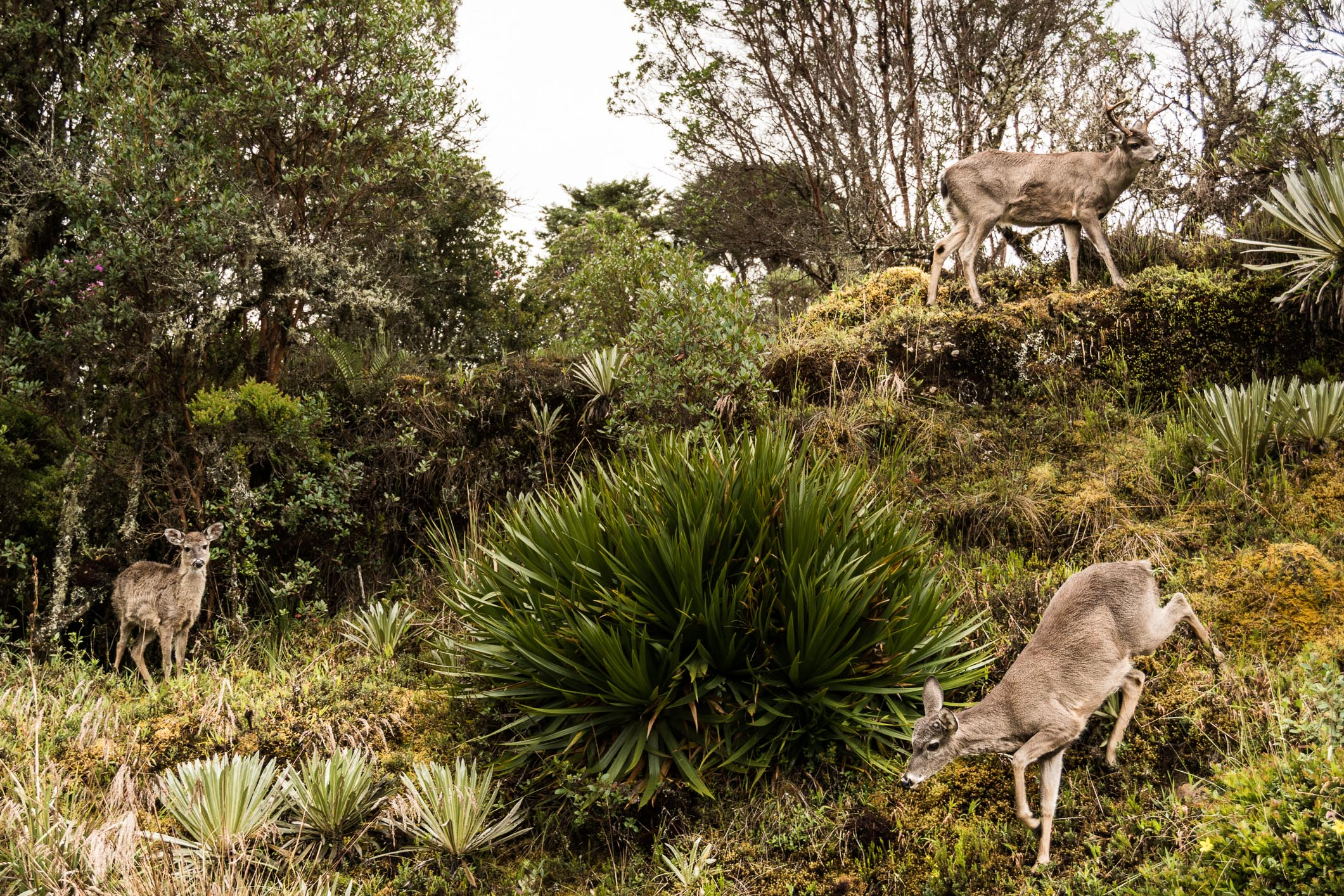
Familia de cola blanca en el parque en 2016.

Posee más de 383 especies de plantas y se estima que la flora total del área puede sobrepasar las 2.000 especies. Los frailejones, las árnicas y los musgos de pantano son maravillas para la conservación de la humedad ambiental. 
Algunos líquenes del parque son Cladonia andesita
. Además hay gran variedad de especies. 

## Actualidad
En enero de 2025, un incendio devastó 147 hectáreas (1.47 km, algo más que el área del Parque Simón Bolívar en Bogotá) de bosque y vegetación de páramo.Se espera que estos daños demoren 60 años en recuperarse.